# Armelle Touko
Armelle Touko, née  le 15 mai 1986 à Fopouanga, village de l'arrondissement de Bakou dans le département du Haut-Nkam, région de l'Ouest au Cameroun, est une écrivaine, poète et éditrice jeunesse. Elle est auteure de 12 livres dont Un jour je serai ingénieure et La petite fille qui ne savait quoi faire de sa touffe, dédicacés le 17 février 2024 à Yaoundé. En 2023, elle a remporté le 1er prix international Orange de l'entrepreneur social en Afrique et au Moyen-Orient.

## Biographie

### Formation et parcours
Armelle Touko est diplômée en 2007 de la filière Édition de l'École supérieure en Sciences et Techniques de l’Information et de la Communication (ESSTIC). Elle est major de sa promotion. Depuis 2014, elle est titulaire d'un Master of Business Administration en marketing obtenu à l'École supérieure des Sciences économiques et commerciales (ESSEC) de Douala.
Après sa sortie d'école, elle est recrutée en 2008 comme responsable éditoriale au sein des Éditions Afrédit où elle passe un an. Armelle Touko travaille ensuite comme chargée de communication pour une entreprise d'assurance entre 2010 et 2013 et comme responsable commerciale et développement pour un cabinet conseil.
En juin 2014, Armelle Touko devient la chargée de la communication de l'Association Camerounaise pour le Marketing Social (ACMS). Elle intervient en parallèle entre 2015 et 2020 comme coordinatrice de la communication et de la mobilisation  sociale pour le Programme d’Accès aux Services de la Santé de la Reproduction (PASSR)  mis en œuvre dans les régions du Nord et de l'Est du Cameroun[réf. nécessaire].
En 2018, Armelle Touko quitte son poste au sein de l'ACMS et fonde avec sa fille la maison d'édition Adinkra Jeunesse, spécialisée dans l'édition des livres africains pour enfants. En 2020, elle met en place une  plateforme d’abonnement en ligne pour faciliter l'accès aux contenus éducatifs et aux livres africains pour enfants à travers le monde,. 
En février 2023, Armelle Touko remporte la deuxième édition du Prix Label IFC Innovation. La même année, elle est  successivement lauréate du 1er Prix international Orange de l'entrepreneur social en Afrique et au Moyen-Orient 2023 et du Challenge Digital AFD 2023.

### Engagement littéraire
Armelle Touko est auteure de 12 livres. L'autrice s'est spécialisée dans le conte pour le développement personnel. Elle aborde les thématiques telles que : les conditions sociales des filles, l'égalité des chances, la confiance en soi, l'acceptation de soi et la tolérance. Depuis 2021, l'autrice organise des ateliers d'écriture « Les 100 petits écrivains » à  Yaoundé et Douala pour l'initiative à l'écriture et à la lecture des enfants de moins de 15 ans.

### Féministe
Armelle Touko a fondé  le Collectif Adinkra Femmes. Il regroupe des écrivaines du monde entier autour des questions sur la condition féminine. En 201[Quand ?], le Collectif Adinkra Femmes a publié un recueil de poèmes  sur le thème de « Mon corps et moi » et un recueil de nouvelles sur les thèmes  de « La violence n'est pas que physique » et « Être femme en zone de guerre ». Armelle Touko s'exprime régulièrement sur le poids des traditions qui pèsent sur la femme et dénoncer des pratiques comme le lévirat[réf. nécessaire]. 

## Publications
- Mon corps & moi, Collectif Adinkra Femmes, 2021
- Comprendre les émotions: La peur, 2021
- Comprendre les émotions: La joie, 2021
- Comprendre les émotions: La tristesse, 2021
- Comprendre les émotions: La colère, 2021
- Dimoamoa, 2021
- Ndam le baobab qui pleurait toutes les nuits. 2021
- Namadeu l’enfant de la forêt, 2021
- Kaby, la calebasse des pourquoi, 2022
- Akiba découvre les tenues traditionnelles, 2022
- Le petit garçon qui pleurait tout le temps, 2022
- La petite fille qui ne savait quoi faire de sa touffe, 2023
- Un jour je serai ingénieure, 2023

## Prix
- 1er Prix international ORANGE de l'entrepreneur social en Afrique et au Moyen-Orient 2023[7]
- Lauréate du Challenge Digital AFD 2023[7]
- Lauréate du prix label IFC Innovation 2022 des Industries culturelles et créatives avec sa start-up Adinkra[7].